# Sportovní střelba na Letních olympijských hrách 2020 – trap muži
Trap mužů na Letních olympijských hrách 2020 se uskutečnil 28. a 29. července 2021 na střelnici Asaka poblíž Tokia. Soutěž skončila velkým úspěchem Česka, jelikož zlato získal Jiří Lipták a stříbro David Kostelecký; bronz pak získal Brit Matthew Coward-Holley.

## Rozvrh
Pozn.: Čas uváděn v tokijském časovém pásmu (UTC+9)
| Datum                    | Čas  | Kolo                        |
| ------------------------ | ---- | --------------------------- |
| středa 28. července 2021 | 9:00 | Kvalifikace, část 1.        |
| sobota 29. července 2021 | 9:00 | Kvalifikace, část 2. Finále |

## Formát soutěže
Kvalifikace se hraje na 5× 25 terčů, z nichž 10 letí doleva, 10 doprava, a 5 rovně, střelci mají povoleno vystřelit na jeden terč dvakrát, postupuje nejlepších šest. Ve finále po první sérii o 20 terčích vypadává nejhorší střelec, poté se vyřazuje po 5 terčích. Pokud mají dva finalisté stejný počet, rozstřelují se po jednom terči. Ve finále je povoleno na terč vystřelit pouze jednou.

## Výsledky
Vysvětlivky
- Q – kvalifikován do finále
- OR – olympijský rekord

### Kvalifikace
| Poř. | Jméno                 | Země                   | 1  | 2  | 3  | 4  | 5  | Celkem | Rozst. | Pozn. |
| ---- | --------------------- | ---------------------- | -- | -- | -- | -- | -- | ------ | ------ | ----- |
| 1    | Jiří Lipták           | Česko                  | 25 | 24 | 25 | 25 | 25 | 124    |        | Q     |
| 2    | Matthew Coward-Holley | Velká Británie         | 24 | 24 | 25 | 25 | 25 | 123    | +21    | Q     |
| 3    | Abdulrahman Al-Faihan | Kuvajt                 | 24 | 25 | 25 | 24 | 25 | 123    | +20    | Q     |
| 4    | David Kostelecký      | Česko                  | 25 | 24 | 24 | 25 | 25 | 123    | +5     | Q     |
| 5    | Yu Haicheng           | Čína                   | 24 | 24 | 25 | 25 | 25 | 123    | +2     | Q     |
| 6    | Jorge Orozco          | Mexiko                 | 25 | 24 | 23 | 25 | 25 | 122    | +17    | Q     |
| 7    | Talal Al-Rashidi      | Kuvajt                 | 24 | 24 | 24 | 25 | 25 | 122    | +16    |       |
| 8    | Alexej Alipov         | Sportovci ROV          | 25 | 25 | 23 | 24 | 25 | 122    | +10    |       |
| 9    | Alberto Fernández     | Španělsko              | 23 | 25 | 25 | 24 | 25 | 122    | +6     |       |
| 10   | Mauro De Filippis     | Itálie                 | 25 | 24 | 25 | 23 | 25 | 122    | +1     |       |
| 11   | Erik Varga            | Slovensko              | 24 | 25 | 24 | 25 | 24 | 122    | +1     |       |
| 12   | Brian Burrows         | Spojené státy americké | 25 | 24 | 23 | 24 | 25 | 121    |        |       |
| 13   | Mohammed Al-Rumaihi   | Katar                  | 23 | 25 | 24 | 25 | 24 | 121    |        |       |
| 14   | Yang Kun-pi           | Tchaj-wan              | 25 | 24 | 23 | 25 | 24 | 121    |        |       |
| 15   | Andreas Löw           | Německo                | 24 | 24 | 25 | 24 | 24 | 121    |        |       |
| 16   | Abdel-Aziz Mehelba    | Egypt                  | 24 | 24 | 25 | 25 | 23 | 121    |        |       |
| 17   | Savate Sresthaporn    | Thajsko                | 24 | 25 | 25 | 24 | 23 | 121    |        |       |
| 18   | Gian Marco Berti      | San Marino             | 25 | 25 | 24 | 24 | 23 | 121    |        |       |
| 19   | Ahmed Zaher           | Egypt                  | 22 | 24 | 25 | 25 | 24 | 120    |        |       |
| 20   | João Azevedo          | Portugalsko            | 23 | 25 | 24 | 25 | 23 | 120    |        |       |
| 21   | James Willett         | Austrálie              | 23 | 25 | 24 | 25 | 23 | 120    |        |       |
| 22   | Josip Glasnović       | Chorvatsko             | 24 | 24 | 25 | 24 | 23 | 120    |        |       |
| 23   | Aaron Heading         | Velká Británie         | 23 | 22 | 24 | 25 | 25 | 119    |        |       |
| 24   | Derrick Mein          | Spojené státy americké | 24 | 23 | 23 | 25 | 24 | 119    |        |       |
| 25   | Thomas Grice          | Austrálie              | 25 | 22 | 24 | 25 | 23 | 119    |        |       |
| 26   | Derek Burnett         | Irsko                  | 22 | 24 | 24 | 24 | 24 | 118    |        |       |
| 27   | Alessandro de Souza   | Peru                   | 24 | 22 | 25 | 23 | 24 | 117    |        |       |
| 28   | Andreas Makri         | Kypr                   | 22 | 25 | 23 | 22 | 25 | 117    |        |       |
| 29   | Shigetaka Oyama       | Japonsko               | 24 | 22 | 23 | 21 | 25 | 115    |        |       |

### Finále
| Poř.                        | Jméno                 | Země           | 1  | 2           | 3           | 4           | 5           | 6           | Rozst. | Pozn. |
| --------------------------- | --------------------- | -------------- | -- | ----------- | ----------- | ----------- | ----------- | ----------- | ------ | ----- |
| Zlatá olympijská medaile    | Jiří Lipták           | Česko          | 20 | 24          | 29          | 34          | 39          | 43          | +7     | OR    |
| Stříbrná olympijská medaile | David Kostelecký      | Česko          | 23 | 28          | 32          | 36          | 38          | 43          | +6     | OR    |
| Bronzová olympijská medaile | Matthew Coward-Holley | Velká Británie | 21 | 25          | 29          | 33          | nepostoupil | nepostoupil |        |       |
| 4                           | Jorge Orozco          | Mexiko         | 22 | 26          | 28          | nepostoupil | nepostoupil | nepostoupil |        |       |
| 5                           | Yu Haicheng           | Čína           | 19 | 24          | nepostoupil | nepostoupil | nepostoupil | nepostoupil |        |       |
| 6                           | Abdulrahman Al-Faihan | Kuvajt         | 18 | nepostoupil | nepostoupil | nepostoupil | nepostoupil | nepostoupil |        |       |